# 洛龙区

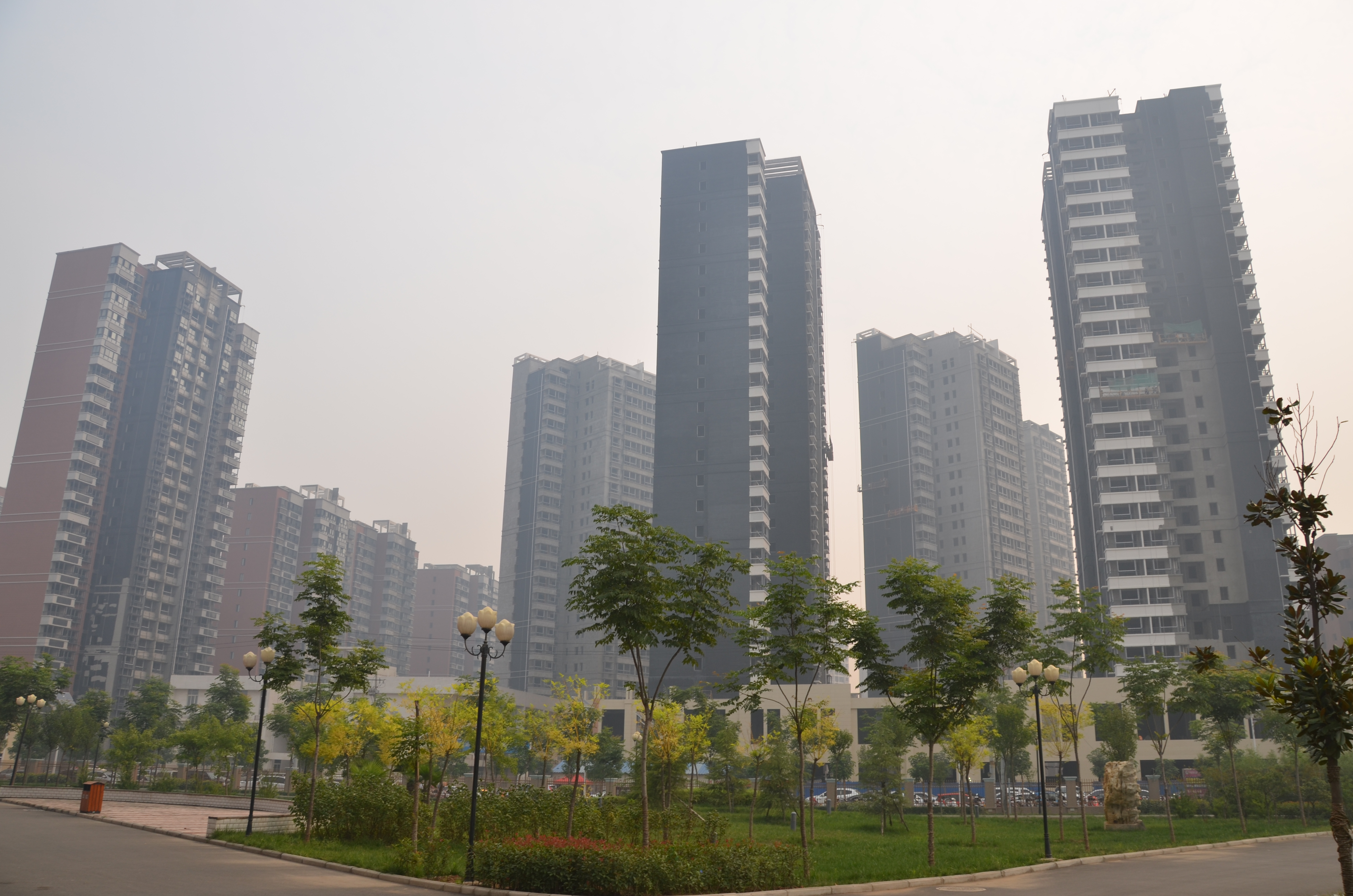

洛龙区是河南省洛阳市的市辖区。原为洛阳市郊区的南半部分。现为市政府驻地和规划中的新兴城市中心。面积243平方公里，总人口约65万人。区人民政府駐開元大道212號。

## 行政区划
洛龙区下辖13个街道办事处、4个镇：
开元路街道、龙门石窟街道、关林街道、太康东路街道、古城街道、科技园街道、翠云路街道、龙门街道、学府街道、定鼎门街道、李楼街道、安乐街道、李村街道、寇店镇、诸葛镇、庞村镇和佃庄镇。
其中孝文街道、李村街道、光武街道、诸葛镇、庞村镇、寇店镇由伊滨区托管。

## 人口民族
根据(河南省)洛阳市第七次全国人口普查公报显示：洛龙区常住人口为643625人，男性人口占比49.85%，女性人口占比50.15%，年龄结构中0-14岁占比20.28%，15-59岁占比65.64%，60岁以上占比14.07%，65岁以上占比9.38%。